# Напівгоризонталі
Напівгоризонталі (рос. полугоризонтали, англ. auxiliary contour lines, half-interval contour lines, нім. additive Höhenlinien f pl, Höhenkurven f pl) — ізолінії, які проводяться через інтервал, що дорівнює половині прийнятої висоти перетину рельєфу, для зображення його особливостей, які не відображаються основними горизонталями.
Напівгоризонталі називають також додатковими горизонталями.